# 284 TCN
284 TCN là một năm trong lịch La Mã.